# Красное (Золочевский район)
Кра́сное (укр. Красне́, часто не склоняется) — посёлок в Золочевском районе Львовской области Украины. Административный центр Красненской поселковой общины.

## Географическое положение
Красное расположено вдоль реки Гологорки (бассейн Западного Буга) на Красненской равнине на 40 км восточнее от Львова и 5 км на юг от Буска.

## История
Археологические памятники, найденные во время раскопок 1930 года, свидетельствуют о том, что территория Красного и его окраин была заселена ещё в начале железного века племенами так называемой высоцкой культуры. Это подтверждается найденными бронзовыми украшениями и глиняной посудой.
Впервые в документах село под названием Красное упоминается в 1476 году. В середине 17 столетия здесь проживало больше 100 человек. В селе был королевский фольварок с пивоварней и винодельней, в котором жил подстароста. Он осуществлял все королевские приказы и собирал налоги с населения.
В октябре 1648 года через Красное проходили казацкие войска, которые и разгромили фольварок.
До 1772 года Красное входило в Бусский уезд Белзкого воеводства. После первого раздела Польши оно стало собственностью польских магнатов. В 1788 году, в обмен на другие владения, село перешло к рукам княгини Виктории Яблонской, а со временем вновь меняло владельцев.
В 1870-х годах Красное пережило значительные изменения. Началась прокладка железной дороги от Львова до Волочиска, которая прошла через Красное. Здесь были построены станция и депо. Малоизвестное село быстро становится важным железнодорожным пунктом. Красное расстраивается, увеличивается количество населения. Кроме украинцев, здесь поселяются поляки, которые обслуживали железную дорогу и несколько еврейских семей, которые занимались торговлей.
В 1858 году была открыта школа на украинском языке обучения, но в начале 20 столетия украинский язык был заменён польским. Также была основана частная школа с польским языком обучения.
В 1913 годы в селе родился Василий Степанович Кук.
В годы Первой мировой войны Красное вместе с узловой станцией находилось вблизи кровопролитных боёв. Во время военных действий 1915 года фронт прошёл по реке Гологорке. Бои длились 8 недель, в результате чего сгорела часть поселка, помещичья усадьба, винокурня, мельница. 28 августа 1915 года русские войска отступили и в Красном восстановилась австрийская власть. В поселке разместились военные ремонтные мастерские, аэродром, склады боеприпасов, портняжные и другие мастерские, где вместе с военнопленными работали и местные жители.
В мае Красное оккупировали польские войска, а в конце июля 1920 года в посёлок вступили передовые отряды будённовской конницы. В первой половине сентября этого же года советские войска оставили Красное, в село снова возвратились поляки.
В результате Польского похода РККА в конце сентября 1939 года Красное вошло в состав СССР. В селе начались процессы коллективизации, многие жители были репрессированы.
29 июня 1941, во время Второй мировой войны, Красное захватили немецкие войска. Более трёх лет поселок был под немецкой оккупацией. 17 июля 1944 около 9:30 передовой отряд 9-го мехкорпуса Красной армии занял Красное, захватив на станции до 150 вагонов, частью с грузами, санитарный поезд и 3 исправных паровоза.
Продолжает создаваться советская власть, до 1959 г. поселок становится районным центром. В 1953 году Красное стало поселком городского типа.

## Промышленность
В годы холодной войны в 3 км к востоку от посёлка действовал крупный радиовещательный центр мощностью более 1000 кВт (объект № 811). Велось вещание на коротких и средних волнах (549 кГц и 936 кГц), также велось радиоглушение нежелательных в СССР зарубежных радиостанций.
В 1973 году здесь действовали сахарный завод, спиртовой завод, маслодельный завод, комбикормовый завод и другие предприятия пищевой промышленности.
В июле 1995 года Кабинет министров Украины утвердил решение о приватизации находившегося здесь сахарного завода.
Промышленность посёлка представлена предприятиями по производству мебели, хлебобулочных изделий, безалкогольных напитков, лесопромышленным комплексом Бусского гослесхоза. Земли окрестностей Красного, принадлежащих различным аграрным хозяйствам, ежегодно засеваются пшеницей, рожью, сахарной свеклой, кормовыми культурами. Развито мясомолочное животноводство, свиноводство. На территории поселка расположены две средние школы, больница, дошкольные учебные заведения, поликлиника, учреждения отдыха, торговли, связи, банковской сферы.

## Транспорт
Красное — узловая железнодорожная станция, от которой идут ответвления на Львов, на Золочев — Винницу и на Броды — Киев.